# Dipoena seminigra
Dipoena seminigra là một loài nhện trong họ Theridiidae.
Loài này thuộc chi Dipoena. Dipoena seminigra được Eugène Simon miêu tả năm 1909.